# MZKT-6903
Der MZKT-6903 (russisch МЗКТ-6903) ist ein Fahrzeugmodell des belarussischen Herstellers Minski Sawod Koljosnych Tjagatschei. Es wurde in den 2000er-Jahren für den Transport von Kurzholz konzipiert.

## Fahrzeugbeschreibung

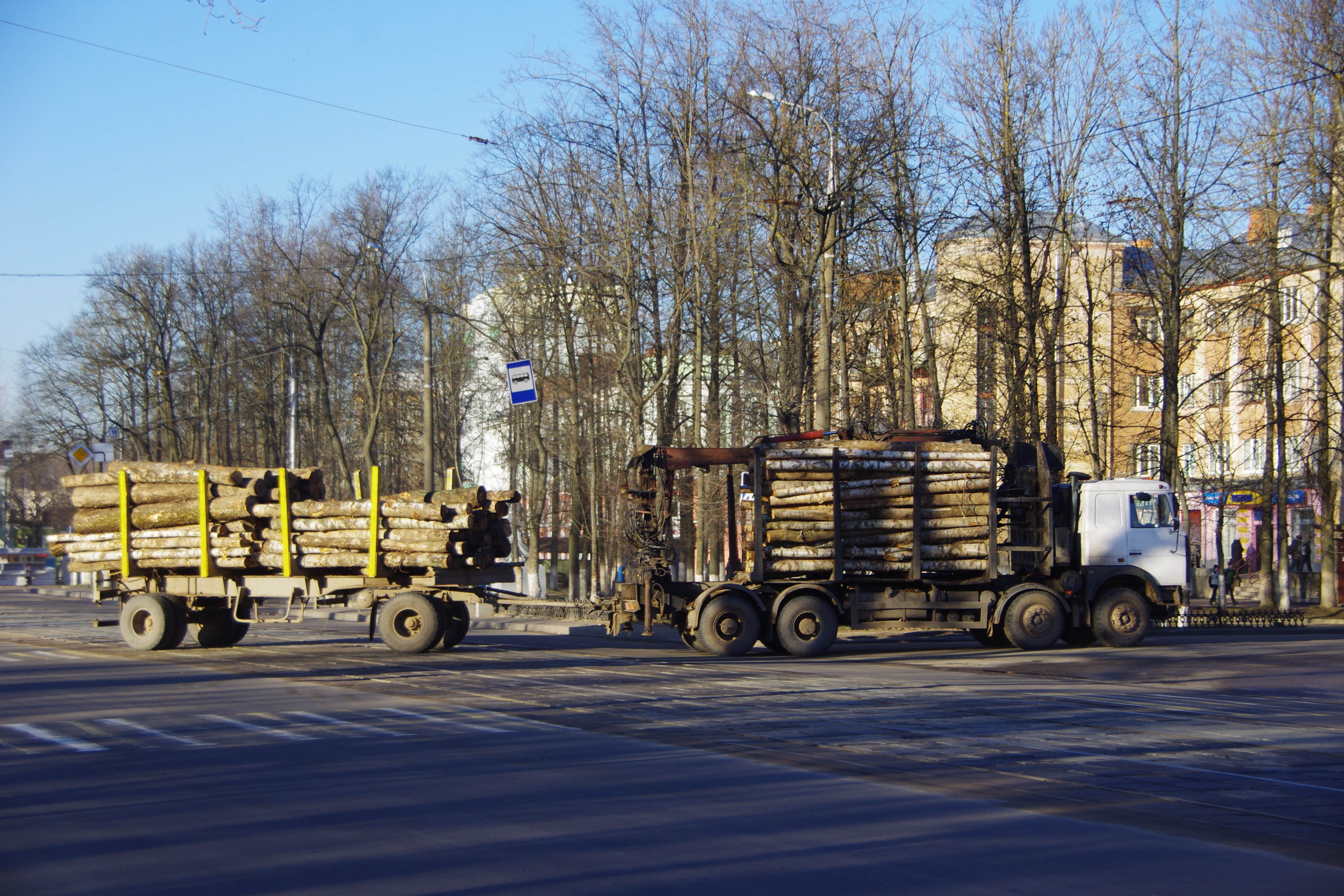
Seitenansicht eines Lastzuges mit einem MZKT-6903, der Anhänger ist allerdings kein MZKT-61011

Die Wichtigkeit des Transports von Kurzholz ist durch die Veränderungen in der Holzverarbeitung im 20. Jahrhundert ständig gestiegen. Die Herausforderung liegt darin, dass die Holztransporter einerseits für den Einsatz in Forstgebieten robust und stabil sein müssen, andererseits aber auch ein Maximum an Nutzlast auf der Straße bewegen können, um die Wirtschaftlichkeit der Fahrzeuge zu sichern. Kombinationen aus LKW und Anhänger haben sich weltweit etabliert, so auch der MZKT-6903, der vom Hersteller mit dem vierachsigen Deichsel-Anhänger MZKT-61011 angeboten wird. Auf diese Weise hat ein voll beladener Lastzug 67,8 Tonnen Gesamtgewicht. Das Kurzholz wird mithilfe eines hydraulisch angetriebenen Ladekrans des Typs OMTL-70-0 aufgeladen. Der Kran befindet sich auf der Rückseite des LKW und hat eine maximale Auslegerlänge von 8,5 Metern.
Der Vierachser hat die Antriebsformel 8×4 und nur die beiden vordersten Achsen sind lenkbar. Als Antrieb dient ein V8-Viertakt-Dieselmotor vom Typ JaMZ-7511.10, der im russischen Jaroslawski Motorny Sawod produziert wird. Bei 14,86 Litern Hubraum leistet er 400 PS (294 kW) und hat ein maximales Drehmoment von 1900 Nm. Der LKW hat ein mechanisches Schaltgetriebe des Typs JaMZ-184 mit neun Vorwärtsgängen und einem Rückwärtsgang.

## Technische Daten
Der MZKT-6903 wird gemeinsam mit dem Anhänger MZKT-61011 ausgeliefert.
Quelle der Daten
- Motor: V8-Viertakt-Dieselmotor
- Motortyp: JaMZ-7511.10 von JaMZ
- Hubraum: 14,86 l
- Leistung: 400 PS (294 kW) bei 1900 min−1
- Getriebe: Manuelles Schaltgetriebe, 9 Vorwärts- und 1 Rückwärtsgang
- Höchstgeschwindigkeit: 75 km/h (voll beladen)
- Sitzplätze: 2, mit Schlafgelegenheit
- Antriebsformel: 8×4
- Abmaße und Gewichte des LKW MZKT-6903
  - Länge: 10.705 mm
  - Breite: max. 2500 mm
  - Höhe: 3950 mm
  - Radstand: 1600 + 4100 + 1400 mm
  - Leergewicht: 18.000 kg
  - Zuladung: 17.800 kg
  - Gesamtgewicht: 35.800 kg
- Abmaße und Gewichte des Anhängers MZKT-61011
  - Länge: 7255 mm
  - Breite: max. 2500 mm
  - Höhe: 3845 mm
  - Leergewicht: 10.000 kg
  - Zuladung: 22.000 kg
  - Gesamtgewicht: 32.000 kg
  - Radstand: 1400 + 2900 + 1400 mm
- Lastzug MZKT-6903+61011
  - Länge des Lastzugs: max. 20.000 mm
  - Gesamtgewicht: 67.800 kg